# Adelaide Street Circuit
Adelaide Street Circuit är en racerbana i Adelaide i Australien. Man kör på gator i Adelaide, förutom den allra sista biten och start- och målrakan.
Australiens Grand Prix kördes i Adelaide under elva säsonger men 1996 flyttades tävlingen till Albert Park Circuit  i Melbourne. När Australiens Grand Prix kördes här brukade det vara den sista deltävlingen på säsongen. 
År 1998 återupptogs racing på en kortare bana med stora standardvagnstävlingar i klassen V8 Supercars.